# Dave Liebman
David Liebman, detto Dave (Brooklyn, 4 settembre 1946), è un flautista e sassofonista statunitense.

## Biografia
Liebman ha una laurea in Storia alla New York University. Ha studiato pianoforte e sassofono fin da ragazzo. Alla fine degli anni sessanta iniziò a suonare con Pete La Roca, Chick Corea, Dave Holland e Steve Swallow, unendosi infine al gruppo di Elvin Jones.  Nel 1972  fu assunto da Miles Davis e con questi incise gli album On the Corner, Dark Magus, e Get Up with It (la lunga introduzione del brano "He Loved Him Madly", più di trenta minuti, è basata sul suono ipnotico del flauto di Liebman). Separatosi da Davis nel 1974, fu in tour con Chick Corea e registrò due album per la ECM Records.
Dal 1980 utilizza il sax soprano come strumento principale, pur essendo apparso anche al sax tenore. Liebman, che si considera un seguace dello stile di Hank Mobley, ha un fraseggio moderno e talvolta coltraniano, ed è a tutt'oggi attivo sia come concertista, sia in sala di registrazione.